# Орсер, Брайан
Бра́йан О́рсер (англ. Brian Orser; род. 18 декабря 1961, Белвилл, Онтарио) — канадский фигурист, выступавший в одиночном катании, двукратный серебряный призёр Олимпийских игр (1984, 1988), чемпион мира 1987 года. В 1988 году удостоился чести нести флаг страны на открытии Олимпийских игр в Калгари. В настоящее время работает тренером. С 2009 года входит в Зал славы мирового фигурного катания.

## Спортивная карьера
Орсер выиграл свой первый чемпионат Канады в 1977 году. В следующем сезоне он принял участие на чемпионате мира среди юниоров, где стал четвёртым, проиграв постоянному конкуренту будущих лет — Брайану Бойтано. Соперничество между ними получит известность как «Битва Брайанов».
С 1980 года Орсер начал выступать во «взрослой» категории. Он завоевал золотую медаль на первом не-юниорском соревновании — Vienna Cup, а также стал четвёртым на национальном чемпионате. То был последний раз, когда Орсер оказывался вне подиума призёров на чемпионате страны. Спортсмен стал известен как «господин Тройной аксель», за его неоднократное исполнение. Он стал первым фигуристом, которому на Олимпийских играх — 1984 покорился тройной аксель — один из сложнейших прыжков в фигурном катании.
После окончания любительской карьеры в сезоне 1987—1988 много лет катался на шоу Stars on Ice. Последнее его выступление состоялось в 2007 году.

## Достижения
| Соревнование                           | 76/77 | 77/78 | 78/79 | 79/80 | 80/81 | 81/82 | 82/83 | 83/84 | 84/85 | 85/86 | 86/87 | 87/88 |
| -------------------------------------- | ----- | ----- | ----- | ----- | ----- | ----- | ----- | ----- | ----- | ----- | ----- | ----- |
| Зимние Олимпийские игры                |       |       |       |       |       |       |       | 2     |       |       |       | 2     |
| Чемпионаты мира                        |       |       |       |       | 6     | 4     | 3     | 2     | 2     | 2     | 1     | 2     |
| Чемпионаты мира среди юниоров          |       | 4     |       |       |       |       |       |       |       |       |       |       |
| Чемпионаты Канады                      | 1 N.  | 3 J.  | 1 J.  | 4     | 1     | 1     | 1     | 1     | 1     | 1     | 1     | 1     |
| Skate Canada International             |       |       |       |       | 6     | 2     | 2     | 1     | 1     |       |       | 1     |
| NHK Trophy                             |       |       |       |       |       |       |       |       | 2     | 2     |       |       |
| Nebelhorn Trophy                       |       |       |       |       | 2     |       |       |       |       |       |       |       |
| St. Ivel International                 |       |       |       |       |       | 1     | 1     |       |       | 1     |       |       |
| International St. Gervais              |       |       |       |       | 1     |       |       |       |       |       |       |       |
| N = среди новичков; J = среди юниоров. |       |       |       |       |       |       |       |       |       |       |       |       |

## Тренерская работа
Вместе с Трейси Уилсон работает тренером в «Toronto Cricket Skating and Curling Club» в сотрудничестве с хореографом Дэвидом Уилсоном. 
Его нынешние ученики и завоёванные ими титулы под его руководством:
- Джейсон Браун (2018–н.в.) — серебряный призёр чемпионата четырёх континентов 2020 года.
- Рика Кихира (2021–н.в.)
- Цзинь Боян (2022–н.в.)
- Кори Сирселли[англ.] (2013–н.в.) — чемпион Канады 2020 года среди юниоров.

Его бывшие ученики и завоёванные ими титулы под его руководством:
- Юдзуру Ханю (2012–2022) — двукратный олимпийский чемпион 2014 и 2018 годов, чемпион мира 2014 и 2017 годов, чемпион четырёх континентов 2020 года, четырёхкратный победитель финала Гран-при (2013–2016)[7].
- Ким Ён А (2006–2010) — чемпионка Олимпийских игр 2010 года, чемпионка мира 2009 года, серебряный призёр чемпионата мира 2010 года.
- Чха Джунхван (2015–2023) — чемпион четырёх континентов 2022 года, серебряный призёр чемпионата мира 2023 года.
- Адам Риппон (2008–2010)
- Кристина Гао (2009–2012)
- Хавьер Фернандес (2011–2019) — бронзовый призёр Олимпийских игр 2018 года, двукратный чемпион мира 2015 и 2016 годов, семикратный чемпион Европы (2013–2019)[8].
- Элене Гедеванишвили (2011–2013)
- Стивен Гоголев (2014–2019) — чемпион финала юниорского Гран-при 2018–2019, серебряный призёр чемпионата Канады 2019 среди юниоров, чемпион Канады 2015 и 2016 годов среди юниоров.
- Синтия Фанёф (2012–2012)
- Габриэль Дэйлман (2015–2019) — чемпионка Олимпийских игр 2018 года в командных соревнованиях, бронзовый призёр чемпионата мира 2017 года[9].
- Соня Лафуэнте (2012–2014)
- Нам Нгуен (2012–2016) — чемпион мира среди юниоров 2014 года.
- Беата Папп (2012–2014)
- Элизабет Турсынбаева (2013–2018) — бронзовый призёр зимних юношеских Олимпийских игр 2016 года, чемпионка Казахстана 2014, 2015, 2016 годов.
- Евгения Медведева (2018–2020) — бронзовый призёр чемпионата мира 2019 года.
- Джозеф Фан[англ.] (2018–2022)
- Екатерина Куракова (2018–2021) — чемпионка Польши 2019 года.
- Конрад Орзел[англ.] (2018–2022)